# Il grande botto (film 2000)
Il grande botto è un film del 2000 diretto da Leone Pompucci.

## Trama
Ostuni. Nel bar "Santos" un gruppo di amici si ritrova da tempo per giocare al SuperEnalotto: ci sono Michele, il proprietario del bar, Vito, Mario e Giuseppe. A questi va aggiunto Antonio, quella sera assente, che è stato calciatore professionista nell'Inter. Michele sta servendo alcuni clienti, quando la televisione annuncia i numeri estratti. Questa volta sono tutti esatti: ed anche la vincita è di quelle forti, ben 86 miliardi di lire, che cambiano la vita. I quattro sono euforici e cercano la schedina. Chi ce l'ha? Nessuno di loro. L'ha presa in consegna Antonio, che però è andato via ma nessuno sa dove. Tra rabbia e paura, gli amici decidono di andare a cercarlo. L'unica pista è fornita dall'album contenente ritagli sulle gesta sportive dell'ex campione. Con queste indicazioni, il gruppetto parte alla ricerca del fuggiasco, e con qualche segreto che poi viene a galla: Vito è l'amante di Teresa, la moglie di Michele. Andando da sud verso nord, i quattro arrivano prima a Venezia, poi a Milano, dove pare che Antonio sia andato per vedere il figlio. Lo rintracciano, lo assaltano, gli fanno tirare fuori il biglietto, ma lui non aveva avuto l'intenzione di scappare. Intanto, insieme ad Antonio, i quattro realizzano un primo sogno: entrare sul prato erboso di San Siro.

## Produzione
La piazza ed il bar Santos del paese sono realmente esistenti ma si trovano, anziché ad Ostuni, nel vicino comune di San Vito dei Normanni. L'accento/dialetto dei protagonisti poi non è quello ostunese, bensì barese e, nel caso specifico del personaggio di Buccirosso, napoletano.
Il film è uscito nelle sale italiane il 7 aprile 2000.

## Distribuzione

### Edizioni home video
Nel 2014, dopo ben 14 anni dalla sua uscita, il film è stato rimasterizzato in versione DVD.